# مجمع الرسائل
مجمع الرسائل کتابی است به زبان فارسی، مطابق با فتاوای میرزا محمد حسن شیرازی است که به صورت سؤال و جواب (استفتائات) به همت حاج محمدحسن جزی اصفهانی گردآوری شده است.میرزای شیرازی رهبر قیام تنباکو به حساب می‌آید و حکم تحریم تنباکو از او می‌باشد. با توجه به این که میرزای شیرازی مرجعیت تام و مطلق شیعیان جهان را داشته‌اند رساله مذکور مورد رجوع مؤمنین بوده و پس از وفات وی محل رجوع شیعیان و شش نفر از مجتهدان برجسته شیعه بوده است. هر یک از این شش مجتهد در حاشیه متن اصلی اختلاف تظر خود با متن اصلی (نظر میرزای شیرازی) را با خطی متفاوت نگاشته‌اند.
نام این افراد عبارت است از:
- سید اسماعیل صدر

از شاگردان میرزای شیرازی که بعد از مرگ وی به تدریس در حوزه کربلا پرداخت و مرجعیت شیعیان را بر عهده داشت.
او پدر سید صدرالدین صدر (از مراجع تقلید و پدر امام موسی صدر) است.
- حاجی میرزا حسین خلیلی تهرانی

وی به همراه محمدکاظم خراسانی و عبدالله مازندرانی سه تن از مراجع تقلید نجف بودند که از ارکان اصلی روحانیت حامی جنبش مشروطه به حساب می‌آمدند و به مراجع ثلاث یا مراجع سه‌گانه نجف مشهور بودند.
- آخوند ملا محمدکاظم خراسانی

بسیاری بعد از میرزای شیرازی، او را مرجع اعلم می‌دانستند. کتاب کفایه الاصول مهم‌ترین اثر او و از اساسی‌ترین منابع در علم اصول فقه است.
وی از مراجع ثلاث نجف بوده که در تمامی مراحل جنبش مشروطه ایران، از نهضت حمایت کرده است. نقش وی در راه اندازی و جهت دهی قیام مشروطه در تهران و سایر شهرها تا تشکیل مجلس و حمایت از قانون برجسته بوده است. همچنین در استبداد صغیر نیز بر لزوم مبارزه با استبداد محمد علی شاه تأکید داشته است.
- سید محمدکاظم طباطبایی یزدی

بسیاری بعد از فوت آخوند خراسانی او را مرجع اعلم زمان می‌دانستند. معروف‌ترین اثر او عروه الوثقی است که به شکل رساله، مجموعه ای از احکام فقهی است.
در جریان ورود نیرهای انگلیسی به خاک عراق، نقش سیاسی فعالی را در رهبری نیروهای مقاومت در برابر استعمارگران عهده‌دار شد و نیروهای مقاومت را به رهبری فرزندش (سید محمد طباطبایی یزدی) به سوی نیروهای انگلیس رهسپار کرد و فرزند خویش را در این زمان از دست بداد.
سید محمد کاظم یزدی در هنـگام حمله ایتالیا به لیبی فتوای جهاد صادرکرد.
- شیخ محمد علی نجفی اصفهانی

محمد علی نجفی معروف به ثقه الاسلام در کنار آقانجفی اصفهانی از رهبران قیام تنباکو در اصفهان بوده‌اند.
- شیخ محمد تقی آقانجفی اصفهانی
- محمد تقی نجفی معروف به آقا نجفی بزرگترین برادر است. وی و برادرش شیخ محمد علی نجفی از پیشتازان قیام تنباکو در اصفهان بوده‌اند. مبارزه با فرقه‌های بابیه و بهاییه از اقدامات او می‌باشد که در پی آن دو بار در سال‌های ۱۳۰۶ و ۱۳۲۰ به حکم ناصرالدین شاه به تهران تبعید می‌شود.[۱۰][۱۱]

این کتاب در مهرماه ۱۳۹۰ تجدید چاپ گردید.